# 須甲鉄也
須甲 鉄也（すこう てつや、1912年8月30日 - 1998年4月19日）は日本の動物学者。専門は甲殻類の発生学や、河川の生態学（特に環境破壊による動物相の年代的遷移）。
　

## 経歴
長野県長野市出身。東京文理科大学卒業。1938年理学博士。1941年埼玉師範学校教授、1964年埼玉大学文理学部教授、教養部教授、学生部長、教育学部長から1978年名誉教授、1980年から1987年まで学長。
国立大学協会教養課程特別委員会長、天然記念物北海道犬保護会長、埼玉県環境アセスメント会長、さいたま緑のトラスト協会理事、埼玉県立自然博物館協会長など多数の役職を歴任した。勲二等旭日重光章。
著書には「動物発生学実験法」、「大学教養生物学」などがある。

## 受賞
- 1961年 文部大臣賞「科学映画 ザリガニの生活」
- 1963年 水産功労賞「内水面漁場管理及び仲介」
- 1978年 埼玉文化賞
- 1984年 文部大臣賞「産業教育」

## 所属学会
- 日本動物学会
- 日本生物地理学会
- 日本教科教育学会
- 日本水生昆虫研究会